# Hemimorina nigrocomina
Hemimorina nigrocomina är en fjärilsart som beskrevs av Barnes och Mcdunnough 1914. Hemimorina nigrocomina ingår i släktet Hemimorina och familjen mätare. Inga underarter finns listade i Catalogue of Life.